# Carlo Franchi
Carlo de Franchis, o de Franchi, de Franchis, de Franco (1743 circa – dopo il 1779), è stato un compositore italiano.

## Biografia
Sulla vita di Carlo de Franchis si conosce pochissimo. Le sue origini napoletane non sono certe, tuttavia la sua produzione musicale appartiene comunque alla scuola musicale napoletana. Si recò spesso in varie città italiane, come Roma, Venezia, Torino, Napoli, Perugia e Mantova, per rappresentare le proprie opere.
Il suo lavoro più noto è senz'altro l'intermezzo Il barone di Rocca Antica, composto in collaborazione con Pasquale Anfossi e andato in scena per la prima volta al Teatro Valle di Roma il 4 febbraio 1771. Quest'opera ottenne molto successo, tant'è che ebbe molte repliche nelle principali città italiane ed europee.

## Opere
Sono note 15 opere di Carlo Franchi. L'anno e la città si riferiscono alla prima rappresentazione.
- Almeno 2 arie per l'opera La vedova capricciosa (commedia per musica, libretto di Giuseppe Palomba, in collaborazione con Giacomo Insanguine, carnevale 1765, Napoli, Teatro Nuovo)
- Ifigenia in Aulide (opera seria, libretto di Vittorio Amedeo Cigna-Santi, 3 febbraio 1766, Roma, Teatro Argentina)
- Arie per l'opera La clemenza di Tito (opera seria, 1766, Roma, Teatro Argentina)
- Arsace (opera seria, libretto di Antonio Salvi, gennaio 1768, Venezia, Teatro San Benedetto)
- La pittrice (intermezzo, libretto di Francesco Cerlone, carnevale 1768, Roma, Teatro Pace) (libretto)
- Il gran cidde Rodrigo (opera seria in tre atti, libretto di Gioacchino Pizzi, 26 dicembre 1768, Torino, Teatro Regio)
- La contadina fedele (intermezzo in due atti, carnevale 1769, Roma, Teatro Valle)
- Il trionfo della costanza (opera semiseria, libretto di Giuseppe Maria Orengo, primavera 1769, Torino, Teatro Carignano)
- Le astuzie di Rosina e Burlotto (dramma giocoso, carnevale 1770, Perugia, Teatro Leon d'Oro)
- Siroe re di Persia (Il Siroe) (opera seria in tre atti, libretto di Pietro Metastasio, 13 febbraio 1770, Roma, Teatro Argentina) (libretto)
- La pastorella incognita (commedia per musica, libretto di Pasquale Mililotti, primavera 1770, Napoli, Teatro dei Fiorentini) (libretto)
- Il primo atto dell'opera Il barone di Rocca Antica (intermezzo per musica in due atti, libretto di Giuseppe Petrosellini, in collaborazione con Pasquale Anfossi, 4 febbraio 1771, Roma, Teatro Valle)
- La semplice (intermezzo in due atti, 7 gennaio 1772, Roma, Teatro Valle) (libretto)
- Farnace (opera seria, libretto probabilmente di Antonio Maria Lucchini), 15 febbraio 1772 Roma, Teatro delle Dame) (libretto)
- La finta zingara per amore (farsa in due atti, forse revisione dell'opera Il barone di Rocca Antica, carnevale 1774, Roma, Teatro Tordinona)
- I tre amanti ridicoli (carnevale 1779, Mantova, Teatro Ducale)

### Altro
Sono noti anche un Tantum ergo (per soprano, archi e organo) e un Salve regina (per soprano, orchestra e organo).

## Discografia
- Il barone di Rocca Antica, Orchestra Giovanile dell'Associazione "In Canto", Gabriele Catalucci - (Bongiovanni, 1988)